# Éditeur d'image vectorielle

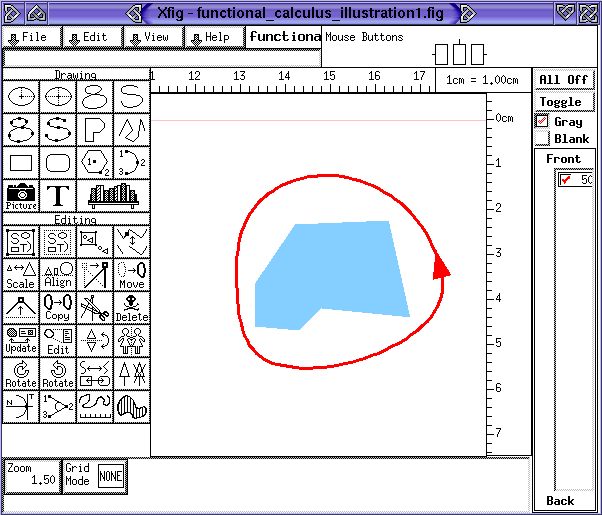
Une vue d'écran de l'Éditeur d'image vectorielle xfig

Un éditeur d'image vectorielle est un logiciel permettant de traiter et de manipuler des images vectorielles sur un ordinateur et de les enregistrer dans un des nombreux formats graphiques vectoriels populaires, tels que EPS, PDF, WMF, SVG, ou VML.

## Logiciels
| Application            | Gratuit                           | Logiciel libre | Environnement                                                                                   | Commentaire                                                                          |
| ---------------------- | --------------------------------- | -------------- | ----------------------------------------------------------------------------------------------- | ------------------------------------------------------------------------------------ |
| Adobe Illustrator      | Non                               | Non            | Mac OS X et Microsoft Windows (Anciennes versions compatibles avec Mac OS, NeXTSTEP et Solaris) | Inclus dans Adobe Creative Suite                                                     |
| Affinity Designer      | Non                               | Non            | Microsoft Windows et Mac OS X                                                                   | Inclus dans la suite Affinity de Serif Europe                                        |
| Apache OpenOffice Draw | Oui                               | Oui            | Linux, Mac OS X et Microsoft Windows                                                            | Successeur d'OpenOffice.org Draw et StarOffice Draw                                  |
| CorelDraw              | Non                               | Non            | Microsoft Windows                                                                               | Inclus dans CorelDRAW Graphics Suite                                                 |
| Denisdraw              | Non                               | Oui            | Windows 7-8                                                                                     | Site de présentation sur www.denisdraw.fr                                            |
| DrawBerry              | Oui                               | Oui            | Mac OS X                                                                                        | Présentation et téléchargement sur raphaelbost.free.fr                               |
| Effigydraw             | Oui                               | Non            | Microsoft Windows, Linux                                                                        |                                                                                      |
| FreeHand†              | Non                               | Non            | Mac OS X et Microsoft Windows                                                                   |                                                                                      |
| Inkscape               | Oui                               | Oui            | Linux, Mac OS X et Microsoft Windows                                                            | Fork de Sodipodi                                                                     |
| Karbon                 | Oui                               | Oui            | Linux                                                                                           | Inclus dans Calligra Suite. Issu de Karbon14 (successeur de KIllustrator et Kontour) |
| LibreOffice Draw       | Oui                               | Oui            | Linux, Mac OS X et Microsoft Windows                                                            |                                                                                      |
| NeoOffice Draw         | Oui                               | Oui            | Mac OS X                                                                                        |                                                                                      |
| Skencil†               | Oui                               | Oui            | Linux                                                                                           |                                                                                      |
| Sodipodi†              | Oui                               | Oui            | Linux, Mac OS X et Microsoft Windows                                                            |                                                                                      |
| Synfig                 | Oui                               | Oui            | Linux, Mac OS X et Microsoft Windows                                                            | Animation vectorielle 2D                                                             |
| Xara Xtreme            | Uniquement pour Linux et Mac OS X | Oui            | Linux, Mac OS X et Microsoft Windows                                                            |                                                                                      |
| Xfig                   | Oui                               | Oui            | Linux                                                                                           |                                                                                      |